# Widdringtonia cedarbergensis
Widdringtonia cedarbergensis é uma espécie de conífera da família Cupressaceae.
Apenas pode ser encontrada na África do Sul.
Esta espécie está ameaçada por perda de habitat.